# Роговий Олександр Іванович
 Рогови́й Олекса́ндр Іва́нович  (нар. 1 листопада 1958, с. Луків Турійського району Волинської області — український історик, краєзнавець, архівіст, педагог.
Член Національної спілки краєзнавців України, колегії Українського геральдичного товариства, голова міжрайонного краєзнавчого центру «Соб», Почесний краєзнавець України (2013).

## Життєпис
Народився 1 листопада 1958 р. у с. Луків Турійського району Волинської області.
У 1980 р. закінчив історичний факультет Вінницького педагогічного інституту. Відмінник освіти України. З 1996 р. — начальник архівного відділу Липовецької райдержадміністрації. Делегат III та IV з'їздів Національної спілки краєзнавців. До 2012 р. — член правління республіканської організації, до теперішнього часу — Вінницької обласної організації НСКУ. Член науково-краєзнавчого клубу «Дослідник краю» відділу літератури та інформації з питань краєзнавства Вінницької ОУНБ ім. К. А. Тімірязєва.

## Діяльність
Автор-розробник гербів адміністративних центрів територіальних громад Липовецького району. Організатор проведення I-го обласного свята рідного краю (с. Стара Прилука, 1993), міжнародної акції пам'яті і примирення 1996 р. біля Словацького монументу, обласного конкурсу «Повернути назву річці».
Автор статей до Географічної Енциклопедії України та Енциклопедії сучасної України, понад 30 книг і брошур, більше 500 журнально-газетних публікацій з історії Поділля. Серед знакових робіт — «Історія Побужжя», «Словник інтелектуальних ігор», «Топоніми і легенди рідного краю», «Загадки війни на Вінниччині», «Історія Липовецького району», «Даріїв похід», а також історико-краєзнавча карта «Вінниччина козацька» (2009).
Ініціатор повернення історичної назви с. Лукашова, встановлення пам'ятника на могилі повного кавалера орденів Слави А. Д. Ковбасюка, міжрайонних шахових меморіалів. Активіст із вшанування пам'яті видатного вченого Зельмана Ваксмана, уродженця Нової Прилуки, досліджень про родовід письменника Ф. М. Достоєвського на українському Поділлі, учасник конференцій та краєзнавчих експедицій Вікіпедії та ін.
Нагороджений Головою Матиці словацької за вшанування пам'яті словацьких воїнів в Україні.